# Max Esterson
Max Esterson (New York, 9 ottobre 2002) è un pilota automobilistico statunitense, attualmente impegnato nel Campionato FIA di Formula 2.

## Carriera

### Formula 3
Nel 2023 esordi in Formula 3 correndo nei round del Hungaroring e Silverstone correndo per il team Rodin Carlin. L'anno seguente prese parte al intera stagione della Formula 3 correndo per il team svizzero Jenzer Motorsport. Nella sua prima stagione ottiene undici punti conquistando il sesto posto nella gara uno di Sakhir.

### Formula 2
Nel 2024, dopo aver preso parte alla stagione di Formula 3, ha corso gli ultimi due round della Formula 2 con il team Trident. L'anno seguente viene confermato dal team italiano per l'intera stagione di F2. 

## Risultati

### Riassunto della carriera
| Stagione | Serie                              | Team                   | Gare | Vittorie | Pole | GPV | Podi | Punti | Pos. |
| -------- | ---------------------------------- | ---------------------- | ---- | -------- | ---- | --- | ---- | ----- | ---- |
| 2020     | F1600                              | Team Pelfrey           | 15   | 1        | 3    | 3   | 4    | 423   | 5º   |
| 2020     | F2000                              | Ubs Financial Services | 1    | 1        | 0    | 1   | 1    | 52    | 16º  |
| 2020     | National FF1600 Championship       | Low Dempsey Racing     | 3    | 0        | 0    | 0   | 0    | 0     | NC   |
| 2020     | Formula Ford Festival              | Low Dempsey Racing     | 1    | 0        | 0    | 0   | 0    | N/A   | 6º   |
| 2020     | Walter Hayes Trophy                | Low Dempsey Racing     | 1    | 0        | 0    | 0   | 0    | N/A   | 14º  |
| 2021     | National Formula Ford Championship | Low Dempsey Racing     | 20   | 2        | 1    | 4   | 13   | 414   | 3º   |
| 2021     | Formula Ford Festival              | Low Dempsey Racing     | 1    | 0        | 0    | 0   | 1    | N/A   | 2º   |
| 2021     | Walter Hayes Trophy                | Low Dempsey Racing     | 1    | 1        | 1    | 0   | 1    | N/A   | 1º   |
| 2022     | GB3                                | Douglas Motorsport     | 24   | 1        | 1    | 2   | 3    | 292.5 | 7º   |
| 2022     | Formula Ford Festival              | Ammonite Motorsport    | 1    | 1        | 1    | 0   | 1    | N/A   | 1º   |
| 2022     | Walter Hayes Trophy                | Ammonite Motorsport    | 1    | 0        | 0    | 0   | 0    | N/A   | 5º   |
| 2023     | GB3                                | Fortec Motorsports     | 23   | 0        | 0    | 1   | 1    | 215   | 11º  |
| 2023     | Formula 3                          | Rodin Carlin           | 4    | 0        | 0    | 0   | 0    | 0     | 35º  |
| 2023     | Gran Premio di Macao               | Jenzer Motorsport      | 1    | 0        | 0    | 0   | 0    | N/A   | 20º  |
| 2024     | Formula 3                          | Jenzer Motorsport      | 20   | 0        | 0    | 0   | 0    | 11    | 21º  |
| 2024     | Formula 2                          | Trident                | 4    | 0        | 0    | 0   | 0    | 0     | 31º  |
| 2025     | Formula 2                          | Trident                |      |          |      |     |      | *     |      |

* Stagione in corso.

### Risultati in Formula 3
| Stagione | Team              | 1   | 2   | 3   | 4   | 5   | 6   | 7   | 8   | 9   | 10  | 11  | 12  | 13  | 14  | 15  | 16  | 17  | 18  | 19  | 20  | Punti | Pos. |
| -------- | ----------------- | --- | --- | --- | --- | --- | --- | --- | --- | --- | --- | --- | --- | --- | --- | --- | --- | --- | --- | --- | --- | ----- | ---- |
| 2023     | Rodin Carlin      | BHR | BHR | MEL | MEL | MON | MON | CAT | CAT | RBR | RBR | SIL | SIL | HUN | HUN | SPA | SPA | MNZ | MNZ |     |     | 0     | 35º  |
| 2023     | Rodin Carlin      |     |     |     |     |     |     |     |     |     |     | 24  | Rit | 19  | 21  |     |     |     |     |     |     | 0     | 35º  |
| 2024     | Jenzer Motorsport | SAK | SAK | MEL | MEL | IMO | IMO | MON | MON | CAT | CAT | RBR | RBR | SIL | SIL | HUN | HUN | SPA | SPA | MNZ | MNZ | 11    | 21º  |
| 2024     | Jenzer Motorsport | 6   | 24  | 26  | 14  | 18  | 21  | 14  | 17  | 22  | 23  | 18  | 17  | Rit | 18  | 16  | 15  | Rit | 7   | Rit | Rit | 11    | 21º  |

### Risultati in Formula 2
(legenda) (Le gare in grassetto indicano la pole position) (Le gare in corsivo indicano Gpv)
| Stagione | Team    | 1   | 2   | 3   | 4   | 5   | 6   | 7   | 8   | 9   | 10  | 11  | 12  | 13  | 14  | 15  | 16  | 17  | 18  | 19  | 20  | 21  | 22  | 23  | 24  | 25  | 26  | 27  | 28  | Punti | Pos. |
| -------- | ------- | --- | --- | --- | --- | --- | --- | --- | --- | --- | --- | --- | --- | --- | --- | --- | --- | --- | --- | --- | --- | --- | --- | --- | --- | --- | --- | --- | --- | ----- | ---- |
| 2024     | Trident | BHR | BHR | JED | JED | ALB | ALB | IMO | IMO | MON | MON | CAT | CAT | RBR | RBR | SIL | SIL | HUN | HUN | SPA | SPA | MNZ | MNZ | BAK | BAK | LUS | LUS | YMC | YMC | 0     | 31º  |
| 2024     | Trident |     |     |     |     |     |     |     |     |     |     |     |     |     |     |     |     |     |     |     |     |     |     |     |     | 14  | 18  | 14  | 17  | 0     | 31º  |
| 2025     | Trident | ALB | ALB | BHR | BHR | JED | JED | IMO | IMO | MON | MON | CAT | CAT | RBR | RBR | SIL | SIL | SPA | SPA | HUN | HUN | MNZ | MNZ | BAK | BAK | LUS | LUS | YMC | YMC | 0*    |      |
| 2025     | Trident | Rit | C   | Rit | 21  | 19  | 18  | 17  | 19  | 13  | Rit | 19  | 14  |     |     |     |     |     |     |     |     |     |     |     |     |     |     |     |     | 0*    |      |

* Stagione in corso.